# Vallermosa
Vallermosa (en sard, Baddermosa) és un municipi italià, dins de la província de Sardenya del Sud. L'any 2007 tenia 2.485 habitants. Es troba a la regió de Monreale. Limita amb els municipis de Decimoputzu, Iglesias (CI), Siliqua, Villacidro (VS) i Villasor.

## Administració
| Període | Identitat    | Partit        |
| ------- | ------------ | ------------- |
| 2005-   | Sergio Catta | Llista Cívica |